# Якоб Задік
Якоб Задік (рум. Iacob Zadik; 8 грудня 1867 — 8 квітня 1970) — румунський генерал, керівник операції з приєднання колишньої австрійської коронної землі Герцогство Буковина до Румунського королівства, в тому числі окупації Північної Буковини.

## Біографія
Генерал Задік народився 8 грудня 1867 року в селі Бретулешть комуни Струнга, жудець Ясси, Об'єднане князівство Волощини та Молдови. Вірменин за національністю був відомим військовим діячем Румунського королівства.
Початкову військову освіту здобув в «Школі солдатів» у Яссах (рум. Şcoala Fiilor de Militari din Iaşi), де навчався протягом 1878—1886 років. Перше офіцерське звання Sublocotenent 1888 року, після завершення навчання в «Школі офіцерів артилерії та інженерії» у Бухаресті (рум. Şcoala de Ofiţeri de Artilerie şi Geniu). Пізніше (1896—1898) закінчив столичний «Університет національної оборони ім. Кароля I» (рум. Universitatea Naţională de Apărare „Carol I”).
У період з 1888 р. до 1920 р. обіймав різні посади в румунській армії, найважливішими серед яких були: командир 8-го артилерійського полку (рум. Regimentului 8 Artilerie 1909-1914), начальник штабу 3-го та 4-го армійських корпусів (рум. Corpurile 3 şi 4 Armată 1914-1916), командир 8-ї піхотної дивізії (рум. Divizia 8 Infanterie 1916—1920).
Брав участь у Другій Балканській війні, Першій світовій війні, Окупації Північної Буковини.
Нагороджений державними військовими нагородами, зокрема: Орден Корони Румунії (1906), Орден Зірки Румунії (1912), Орден Почесного легіону (1923, Орден Корони Румунії (1929).
Помер на 103 році — 8 квітня 1970 року. Похований у Бухаресті.

### Боротьба за об'єднання Буковини з Румунським королівством

Герцогство Буковина (2018) Синім кольором позначена територія заселена українцями, жовтим — румунами

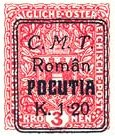
Марка румунської військової адміністрації

Всупереч досягнутим на початку жовтня 1918 домовленостям між представниками «Румунської Національної Ради» та «Української Національної Ради» в Райхсраті про поділ території Герцогства Буковина за етнічною ознакою, волевиявленням місцевого українського населення (див. Буковинське віче), спираючись виключно на рішення альтернативної (шовіністичної) «Румунської національної ради в Чернівцях» на чолі з Янку Флондором та їх звернення від 27 жовтня 1918 до уряду Румунії з проханням про інтервенцію, Румунське королівство таки зважилося на окупацію всієї Буковини. Військову операцією здійснювала 8-а піхотна дивізія на чолі з генералом Задіком. 6 листопада 1918 р. передові підрозділи вступили в Сучаву, 9 листопада румунські війська вторглися на українські етнічні землі та зайняли Глибоку, 11 листопада увійшли в Чернівці. Операцію із захоплення всього колишнього Герцогства Буковина було завершено 2 грудня 1918 року, після чого на території Північної Буковини було оголошено стан облоги.

### Румунська окупація Покуття
25 травня 1919 р. дивізія генерала Якоба Задіка вступила на територію, яку в ході польсько-української війни оспорювали один у одного Західноукраїнська Народна Республіка і Польська республіка. Остання була союзником румунських сил в даній операції. На початок червня 1919 року війська генерала Задіка повністю зайняли Покуття, ліквідували Гуцульську Республіку і змусили відступити в Закарпаття і здатися чехословацьким військам два підрозділи українсько- галицької армії (1-ю гірську бригаду і групу «Глибока»). Влада Західноукраїнської Народної Республіки не чинила військового опору румунським військам, обмежившись лише деклараціями протесту. Румунська окупація Покуття тривала до початку серпня 1919 року.